# Kristo Floqi
Kristo Floqi (ur. 24 października 1873 w Korczy, zm. 1 lipca 1951 w Tiranie) – albański działacz narodowy, pisarz, tłumacz i dramaturg.

## Życiorys
Był jednym z pięciorga dzieci Vasila Risto Tomço i Ngjelki. Działacz albańskiego Odrodzenia Narodowego, na przełomie XIX/XX w. W Atenach ukończył szkołę średnią, a w 1899 studia prawnicze zakończone obroną pracy doktorskiej. Po studiach pracował w Atenach, skąd powrócił do Korczy, gdzie pracował jako prawnik. Po wyjeździe do Stanów Zjednoczonych, w 1911 wydawał czasopismo Dielli (Słońce), a następnie Zeri i Popullit (Głos Ludu). Współpracował z Fanem Nolim przy tworzeniu organizacji Vatra, skupiającej albańskich działaczy narodowych, mieszkających w USA. Po ogłoszeniu Deklaracji Niepodległości w 1912 r. przyjechał do Vlory i zaangażował się w organizowanie sądownictwa. Oficjalnie sprawował funkcję sekretarza generalnego w ministerstwie sprawiedliwości.
W latach 1919–1920 był redaktorem naczelnym wydawanego w Korczy pisma Agimi. W 1921 pełnił funkcję ministra edukacji.
Kristo Floqi był głównie autorem tragedii historycznych i patriotycznych, jak: Wiara i narodowość (Fe e kombësi, 1912), Pirro Neoptolemi (1923), Karlo Topja (1926) i Skanderbeg w Italii (1928). Pisał też komedie polityczne, jak Kołowrotek polityczny (1924) i obyczajowe Dziewica, czyli nieszczęśliwa (1928) oraz jednoaktowe skecze dla sceny rozrywkowej. Był autorem słów do hymnu Albanii, obowiązującego w okresie międzywojennym.
Aresztowany w 1944 r. przez władze komunistyczne, spędził siedem lat w więzieniu. Zmarł kilka miesięcy po wyjściu na wolność.
Współcześnie jest jednym z najchętniej wystawianych dramaturgów albańskich. Oprócz tomików poezji i 17 dramatów pozostawił po sobie także przekłady Sofoklesa, Eurypidesa i Moliera, jak również teksty o tematyce polityczno-prawnej.
Był żonaty (żona Urani Poçi), miał troje dzieci. Imię Kristo Floqiego noszą ulice w Tiranie (dzielnica Paskuqan) i w Korczy.

## Publikacje
- 1914: Fe e kombësi; dramë kombëtare me katrë akte dhe katrë tabllo
- 1922: Kundrështarët e Prikës : Komedi me një akt
- 1922: Qérthulli politik : operettë në 4 akte
- 1923: Administrata ose e drejta sundimore (Hukkuki-idaré) : trajtim theorik e praktik për dobi të nëpunësve e nënshtetasve shqyptarë : pjesa e përgjithshme
- 1923: Zî e mê zî : komedi më një akt
- 1926: Akraballëkët : komedi me një akt
- 1926: Ministri Kanditat : Komedi me një akt
- 1935: Dëshmorët e Rilindjes ose epopé e Korçës